# Burgstall Hofau
Der Burgstall Hofau bezeichnet eine abgegangene mittelalterliche Wasserburg etwa 100 bis 150 Meter südsüdöstlich von Hofau, einem Ortsteil der Gemeinde Mitterskirchen im Landkreis Rottal-Inn in Bayern. Die Anlage wird als Bodendenkmal unter der Aktennummer D-2-7642-0008 im Bayernatlas als „Wasserburgstall des Mittelalters und der frühen Neuzeit“ geführt.

## Beschreibung
Der Burgstall lag 140 m südlich der Filialkirche St. Jakobus d. Ä. in Hofau, welche die ehemalige Schlosskapelle darstellt. Die Burg selbst lag am Maisbach, einem rechten Zufluss zur Rott. Von der ehemaligen Burganlage ist obertägig nichts erhalten; der Burgbereich ist durch Häuser (Haus Nr. 7 mit Nebengebäuden) modern überbaut.